# Marcella Valeri
Marcella Valeri (Roma, 15 ottobre 1919 – Roma, 13 marzo 1992) è stata un'attrice italiana.

## Biografia
Ha interpretato alcune pellicole dirette da registi come Renato Castellani, Valerio Zurlini, Elio Petri e Mauro Bolognini. Tra i ruoli più significativi, il suo debutto cinematografico in Nella città l'inferno (1959) di Castellani, quello di Beppa in La viaccia (1961) di Bolognini nel quale comunque risulta doppiata da Lydia Simoneschi e infine quello di Euriclea nello sceneggiato  Odissea (1968), diretto da Franco Rossi, Mario Bava e Piero Schivazappa. Ha partecipato anche allo sceneggiato Mastro Don Gesualdo (1964).
Anche la figlia Giusy Valeri svolge la professione di attrice.

## Filmografia

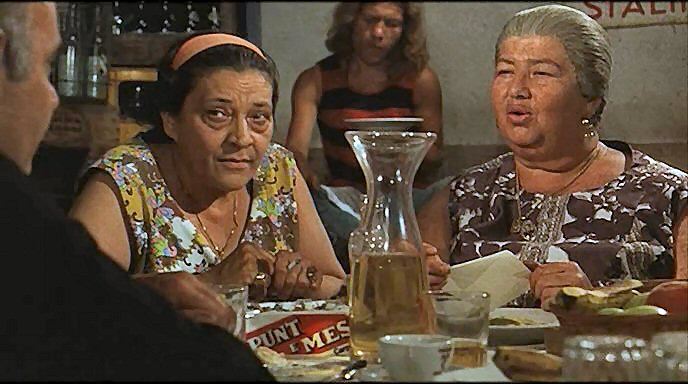
Marcella Valeri tra Mickey Fox e Vittorio Caprioli nel film Trastevere (1971)

- Nella città l'inferno, regia di Mario Castellani (1959)
- La notte brava, regia di Mauro Bolognini (1959)
- La giornata balorda, regia di Mauro Bolognini (1960)
- La viaccia, regia di Mauro Bolognini (1961)
- Senilità, regia di Mauro Bolognini (1962)
- I giorni contati, regia di Elio Petri (1962)
- Cronaca familiare, regia di Valerio Zurlini (1962)
- Esame di guida, regia di Denys de La Patellière (1964)
- La corruzione, regia di Mauro Bolognini (1963)
- Il comandante, regia di Paolo Heusch (1963)
- Testa fra le nuvole (Se necesita chico), regia di Antonio Mercero (1964)
- Mastro Don Gesualdo, regia di Giacomo Vaccari – miniserie TV (1964)
- L'uomo, l'orgoglio, la vendetta, regia di Luigi Bazzoni (1967)
- Odissea, regia di Franco Rossi, Piero Schivazappa e Mario Bava – miniserie TV (1968)
- Lo sbarco di Anzio, regia di Duilio Coletti (1968)
- Bubù, regia di Mauro Bolognini (1971)
- Trastevere, regia di Fausto Tozzi (1971)
- Fontamara, regia di Carlo Lizzani (1980)

## Doppiatrici
Nei film da lei interpretati, Marcella Valeri è stata doppiata da:
- Lydia Simoneschi ne La viaccia
- Pina Gallini in Senilità